# Corynoptera bistrispina
Corynoptera bistrispina är en tvåvingeart som först beskrevs av Bukowski och Franz Lengersdorf 1936.  Corynoptera bistrispina ingår i släktet Corynoptera och familjen sorgmyggor.
Artens utbredningsområde är Ukraina. Arten är reproducerande i Sverige. Inga underarter finns listade i Catalogue of Life.